# Monument aux morts de Batna
Le monument aux morts de Batna est un monument érigé pour commémorer et honorer les soldats durant l'entre-deux-guerres, tuées ou disparues.

## Histoire
Le monument aux morts a été réalisé par Camille Alaphilippe et par l’architecte Charles Montland en 1925, et inauguré le 11 novembre de la même année. Il se trouvait dans devant l’hôtel de ville à la croisée des avenues de France (Rte Biskra) et de la République (Rte de Constantine), avant d'être déplacé au nouveau square (jardin des allées de Ben Boulaid) sur l’ex-allée Bocca (allée Ben Boulaid). Les plaques du monument ont été changées deux fois : la première plaque est de 1914 à 1918 pour les morts de la Première Guerre mondiale, la seconde pour les morts de la Seconde Guerre mondiale de 1939 à 1945.
Après l’indépendance, le monument a été déplacé dans le cimetière chrétien de la ville de Batna, et il a été remplacé par un monument du martyre de Mostapha Ben Boulaïd. L'épée tenue par la figure ailée est brisée, et les plaques ont disparu.